# Antoine Roy
Antoine Roy (1764 – 1847) va ser un advocat i polític francès. Va ser un dels representants nacionals durant el Govern dels cent dies quan Napoleó I tornà de l'illa d'Elba, un Diputat des de 1815 a 1821, un par de França i tres vegades Ministre de finances.

## Joventut
Antoine Roy estudià a College de Langres, després estudia Dret a París. No va donar la seva aprovació a la Revolució francesa. Va defensar Rozoy l'any 1792, i en l'any III defensà diversos dels acusats del 13 Vendémiaire. Durant la Revolució i l'Imperi Roy va ser un dels principals proveïdors de subministraments als ministeris de la Guerra i l'Armada, malgrat ser partidari de la monarquia. Després de la mort del Duc de Bouillon de qui va adquirir grans finques, Roy va passar a ser un dels majors terratinents de França. A partir de 1801 les finques dels seus boscos de Navarre van passar a l'Emperadriu Josephine, i després al príncep Eugène de Beauharnais i al seu fill. Roy mai va perdonar Napoleó per aquesta causa.

## Restauració borbònica

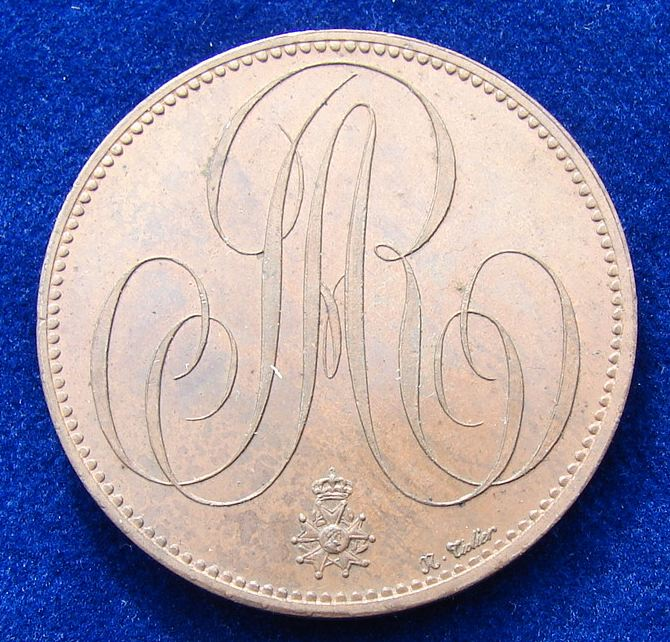
Medalla de 1820 dedicada a Roy, per Nicolas-Pierre Tiolier

Quan la Cort borbònica retornà de Gant Roy es va resistir a reunir-s'hi. Va ser rebut com una víctima del despotisme imperial. El 7 de desembre de 1818 va ser cridat a succeir Louis-Emmanuel Corvetto com a Ministre de Finances, però, en no aconseguir les reformes que li demanava el Primer Ministre Armand-Emmanuel du Plessis, va dimitir el 28 de desembre de 1818. Va ser nomenat Ministre d'Estat i membre del Consell Privat.
El 19 de novembre de 1819 una altra vegada va ser nomenat Ministre de Finances substituint Baron Louis.
Va mantenir aquest càrrec fins al 14 de desembre de 1821, i inicià diverses reformes que milloraren l'economia de França.
El desembre de 1821 va passar la cartera ministerial a Jean-Baptiste de Villèle.
Va ser fet par de França el 13 de desembre de 1821 i va ser creat Comte.
Quan Jean-Baptiste de Martignac formà el seu ministeri Roy va ser nomenat ministre de Finances per tercera vegada (des del 5 de gener de 1828 al 7 d'agost de 1829)
El rei Carles X decidí formar un gabinet molt reaccionari encarregat a Jules de Polignac, i demanà a Roy que mantingués la seva cartera ministerial. Tanmateix, Roy va refusar-ho.

## Monarquia de Juliol
Roy es va jubilar el 21 de febrer de 1830, i va rebre els ordes del Sant Esparit i Sant Michel. Sense dubtar-ho, va acceptar el govern de Lluís Felip I i va ser el responsable d'informar sobre els impostos, la loteria i el pressupost. Va ser premiat amb la Gran Creu de la Legió d'Honor. En morir va deixar una fortuna estimada en 40 milions de francs.